# Аннеґрет Штраух
Аннеґрет Штраух (нім. Annegret Strauch, 1 грудня 1968) — німецька академічна веслувальниця.
Олімпійська чемпіонка 1988 року в складі вісімки, бронзова призерка 1992 року в складі вісімки.
Бронзова призерка Чемпіонату світу 1990 року в складі вісімки.